# Servando Jordán
Servando Eduardo Jordán López (Talca, 9 de abril de 1927 
-Santiago, 30 de junio de 2012) fue un abogado y juez chileno, presidente de la Corte Suprema de Chile entre 1996 y 1997.

## Primeros años de vida
Fue hijo de Eduardo Jordán del Solar y Laura López Schott. Estudió Derecho en la Universidad de Chile, donde se tituló en 1953 con la memoria El mercado del trabajo y la economía nacional. A través de su hermana Carmen, era cuñado del dentista y político Raúl Herrera.

### Matrimonios e hijos
Estuvo casado en tres ocasiones: la primera con Alicia Delia Duhart Peralta con quien tuvo a sus tres hijos: Marcelo, Servando y Rafael. Después con Diana Jadrievic Kerber (¿1960?-2006) y finalmente con Linda Bosch (2006-2012).

## Vida pública
Comenzó su carrera en el Poder Judicial como oficial de sala en la Corte de Apelaciones de Santiago, el 8 de marzo de 1946. En 1953, habiendo jurado como abogado, fue nombrado juez del Primer Juzgado de Letras de la ciudad de Santa Cruz, y posteriormente lo fue del tribunal homónimo de la vecina ciudad de San Fernando (1956-1958). Fue relator de la Corte de Apelaciones de Santiago (1958-1959) y titular del Primer Juzgado del Crimen de Santiago (1959-1960).
En marzo de 1960 asumió como ministro de la recién creada Corte de Apelaciones de Punta Arenas, y en 1970 como ministro de la Corte de Apelaciones de Santiago. En 1979 fue nombrado ministro en visita para la investigación de más de 300 casos de detenidos desaparecidos, en los cuales aplicó el sobreseimiento y remitió los antecedentes a la justicia militar.
El 15 de enero de 1985, fue nombrado ministro de la Corte Suprema de Chile, tribunal del que fue su presidente entre el 3 de enero de 1996 y el 5 de enero de 1998. En abril de 2002 se acogió a jubilación tras cumplir 75 años, edad máxima para desempeñarse en el Poder Judicial. Además fue ministro del Tribunal Constitucional de Chile entre 1993 y 2002.
Falleció en 2012, producto de una arritmia.

## Controversias
Su desempeño como juez, y en especial como ministro de la Corte Suprema no estuvo exenta de controversia. Fue acusado constitucionalmente en dos oportunidades durante 1997; la primera por abandono de deberes en la excarcelación del narcotraficante colombiano Luis Correa Ramírez y la intervención en el proceso contra el exfiscal Marcial García Pica, acusando de proteger a Mario Silva Leiva, conocido como el "Cabro Carrera"; la segunda, nuevamente por el caso de Luis Correa Ramírez, quien, tras salir libre luego de su condena por ingreso de una cantidad considerable de droga, escapó de Chile. Ninguna de las acusaciones en su contra prosperó, y fue absuelto en ambas ocasiones.
Su relación con la prensa no fue de las mejores. En 1998, los periodistas Fernando Paulsen, exdirector del matutino La Tercera, y José Ale, del mismo medio, fueron sometidos a proceso por supuestas injurias contra Jordán, aunque finalmente fueron absueltos. Al año siguiente Jordán fue públicamente cuestionado por invocar de la Ley de Seguridad del Estado para prohibir la difusión de El libro negro de la justicia chilena, el cual dedicaba varias páginas a su carrera y a su desempeño como presidente de la Corte Suprema. Invocó la misma ley en una querella contra Rafael Gumucio y Paula Coddou por un artículo en la revista Cosas. También intentó que por la vía judicial se obligara a El Mercurio a publicar una respuesta suya a una editorial del periódico que lo aludía, cuestión que fue desechada por la Corte de Apelaciones de Santiago en decisión confirmada por la Corte Suprema.